# Marie de la Trinité
Marie de la Trinité, de nom civil Paule de Mulatier, (3 de juliol de 1903, Lió - 21 de novembre de 1980) fou una religiosa dominica francesa que influí en l'espiritualitat de Hans Urs Von Balthasar. Havent rebut una de les seves obres, el teòleg n'escrigué: «Els temes tractats són del més elevat interès. L'estil és dens. Cal disposar de temps, potser la repercussió no serà enorme, però això és més aviat un argument A FAVOR del llibre. Caldrà que els teòlegs i els espiritualistes s'hi dediquin perquè el rendiment és extremadament ric, també per a l'homilia i la meditació dels simples cristians. Gràcies de tot cor per aquest tresor». (28.2.87)

## Biografia
Discerní la seva vocació religiosa i volgué entrar a l'Orde del Carmel, però el 1930, seguint el consell del seu director espiritual, el pare Jean-Marie Périer OP, entrà en una petita comunitat recentment fundada: Dominiques Missioneres de Campagnes, amb el nom de Marie de la Trinité. Feu la seva professió el 1932 i fou escollida mestra de novícies el 1933, experimentant llavors la congregació un ràpid creixement. A la dècada de 1940, quan la congregació ja s'havia assentat, es consagrà més profundament a la pregària sota la direcció del pare Antonin Motte OP. Escrigué trenta-cinc carnets espirituals entre el 1942 i el 1946, i es beneficià de grans gràcies místiques. No obstant això, després del 1944 experimentà una depressió que la dugué a iniciar diversos tractaments, fins i tot quatre anys de psicoanàlisi sota la direcció de Jacques Lacan.
Després d'aquesta crisi, emprengué el 1956 una formació de psicoterapeuta amb el suport de Feltin i de Lacan, i treballà a l'hospital de Vaugirard de París als serveis de medecina psicosomàtica, alhora que participà en importants àmbits de la vida de la comunitat religiosa. Posteriorment es traslladà a la comunitat de Flavigny, on atengué la salut de la fundadora fins al final, així com posà en ordres els arxius de la congregació. Dugué una vida de més solitud i pregària, decidí quedar-se sola en una ermita de Flavigny-sur-Ozerain quan la comunitat es traslladà a París el 1970.